# 陳榛
陳榛（1549年—？），字君實，號思韋，應天府句容縣人，軍籍，明朝政治人物。

## 生平
萬曆元年（1573年）癸酉科應天府鄉試第十名，萬曆八年（1580年）庚辰科會試第二十七名，登二甲第四十五名進士。都察院觀政，十年授南京户部主事，十五年升郎中，养病，卒。

## 家族
曾祖陳永祥；祖父陳景清；父陳恬。母許氏。